# سد لییوان
سد لییوان (به لاتین: Liyuan Dam) یک سد خاکی و نیروگاه برقابی در چین است که در Border of Yulong County and Shangri-La County, Yunnan Province واقع شده‌است.